# Liste der Kulturdenkmale in Berlin-Neukölln

Lage von Neukölln in Berlin

In der Liste der Kulturdenkmale von Neukölln sind die Kulturdenkmale des Berliner Ortsteils Neukölln im Bezirk Neukölln aufgeführt.

## Denkmalbereiche (Ensembles)
| Nr.      | Lage | Offizielle Bezeichnung | Bestandteile / Beschreibung | Bild                                |
| -------- | --- | --- | --- | ----------------------------------- |
| 09090347 | Bouchéstraße 58–69A Harzer Straße 96–103 Sülzhayner Straße 1–31 Wildenbruchstraße 59–67B (Lage)                                                            | Wohnanlage, Wohnzeilenbauten mit Abstandsgrün Gesamtanlage siehe: Bouchéstraße 58                                                           | Weiterer Bestandteil des Ensembles: | Weiterer Bestandteil des Ensembles: |
| 09090347 | Bouchéstraße 58–69A Harzer Straße 96–103 Sülzhayner Straße 1–31 Wildenbruchstraße 59–67B (Lage)                                                            | Wohnanlage, Wohnzeilenbauten mit Abstandsgrün Gesamtanlage siehe: Bouchéstraße 58                                                           | 09090348 – Bouchéstraße 59–69A / Sülzhayner Straße 6–26 / Wildenbruchstraße 59–65, 9 Wohnzeilenbauten, 1925–1928 von Mebes & Emmerich u. a. |                                     |
| 09090333 | Bürknerstraße 1, 29–32 Friedelstraße 34 Maybachufer 20–21 (Lage)                                                                                           | Mietshausgruppe Baudenkmal siehe: Bürknerstraße 1                                                                                           | Weitere Bestandteile des Ensembles: | Weitere Bestandteile des Ensembles: |
| 09090333 | Bürknerstraße 1, 29–32 Friedelstraße 34 Maybachufer 20–21 (Lage)                                                                                           | Mietshausgruppe Baudenkmal siehe: Bürknerstraße 1                                                                                           | 09090335 – Bürknerstraße 29–30, Mietshaus, um 1910                                                                                          |                                     |
| 09090333 | Bürknerstraße 1, 29–32 Friedelstraße 34 Maybachufer 20–21 (Lage)                                                                                           | Mietshausgruppe Baudenkmal siehe: Bürknerstraße 1                                                                                           | 09090336 – Bürknerstraße 31–32 / Friedelstraße, Mietshaus, 1911–1912 von Hermann Siegenthaler                                               |                                     |
| 09090333 | Bürknerstraße 1, 29–32 Friedelstraße 34 Maybachufer 20–21 (Lage)                                                                                           | Mietshausgruppe Baudenkmal siehe: Bürknerstraße 1                                                                                           | 09090337 – Friedelstraße 34, Mietshaus, 1908–1909 von Hermann Siegenthaler                                                                  |                                     |
| 09090338 | Bürknerstraße 6, 22–24A Hobrechtstraße 47–48 (Lage) | Mietshäuser Baudenkmal siehe: Bürknerstraße 22–23                                                                                           | Weitere Bestandteile des Ensembles: | Weitere Bestandteile des Ensembles: |
| 09090338 | Bürknerstraße 6, 22–24A Hobrechtstraße 47–48 (Lage) | Mietshäuser Baudenkmal siehe: Bürknerstraße 22–23                                                                                           | 09090341 – Bürknerstraße 6 / Hobrechtstraße 47, Mietshaus, 1910–1913 von Emil Eckerd                                                        |                                     |
| 09090338 | Bürknerstraße 6, 22–24A Hobrechtstraße 47–48 (Lage) | Mietshäuser Baudenkmal siehe: Bürknerstraße 22–23                                                                                           | 09090340 – Bürknerstraße 24–24A / Hobrechtstraße 48, Mietshaus, 1911–1912 von Otto Knoll                                                    |                                     |
| 09090342 | Donaustraße 9, 12–13, 120 (Lage) | Mietshäuser und Schule Gesamtanlage siehe: Donaustraße 120                                                                                  | Weitere Bestandteile des Ensembles: | Weitere Bestandteile des Ensembles: |
| 09090342 | Donaustraße 9, 12–13, 120 (Lage) | Mietshäuser und Schule Gesamtanlage siehe: Donaustraße 120                                                                                  | 09090344 – Donaustraße 9, Mietshaus, 1910–1911 von H. Schabelski                                                                            |                                     |
| 09090342 | Donaustraße 9, 12–13, 120 (Lage) | Mietshäuser und Schule Gesamtanlage siehe: Donaustraße 120                                                                                  | 09090346 – Donaustraße 12, Mietshaus, 1911–1912 von H. Schabelski                                                                           |                                     |
| 09090342 | Donaustraße 9, 12–13, 120 (Lage) | Mietshäuser und Schule Gesamtanlage siehe: Donaustraße 120                                                                                  | 09090345 – Donaustraße 13, Mietshaus, 1911–1912 von H. Schabelski                                                                           |                                     |
| 09090349 | Emser Straße 3–9 Kirchhofstraße 24 (Lage) | Wohnanlage | Bestandteile des Ensembles: | Bestandteile des Ensembles:         |
| 09090349 | Emser Straße 3–9 Kirchhofstraße 24 (Lage) | Wohnanlage | 09090350 – Emser Straße 3–4, Wohnanlage, 1910–1913 von Max Mechler                                                                          |                                     |
| 09090349 | Emser Straße 3–9 Kirchhofstraße 24 (Lage) | Wohnanlage | 09090351 – Emser Straße 5–6, Wohnanlage, 1910–1911 von Max Mechler                                                                          |                                     |
| 09090349 | Emser Straße 3–9 Kirchhofstraße 24 (Lage) | Wohnanlage | 09090352 – Emser Straße 7–9 / Kirchhofstraße 24, Wohnanlage, um 1910 von Kiehl (?)                                                          |                                     |
| 09090353 | Hobrechtstraße 83–84 Karl-Marx-Straße 13 (Lage) | Mietshausgruppe Baudenkmal siehe: Hobrechtstraße 84                                                                                         | Weiterer Bestandteil des Ensembles: | Weiterer Bestandteil des Ensembles: |
| 09090353 | Hobrechtstraße 83–84 Karl-Marx-Straße 13 (Lage) | Mietshausgruppe Baudenkmal siehe: Hobrechtstraße 84                                                                                         | 09090354 – Hobrechtstraße 83, Mietshaus, 1890–1891 von Nopp                                                                                 |                                     |
| 09090356 | Jonasstraße 1–3 Karl-Marx-Straße 194/198 (Lage) | Mietshausgruppe Baudenkmal siehe: Jonasstraße 3                                                                                             | Weitere Bestandteile des Ensembles: | Weitere Bestandteile des Ensembles: |
| 09090356 | Jonasstraße 1–3 Karl-Marx-Straße 194/198 (Lage) | Mietshausgruppe Baudenkmal siehe: Jonasstraße 3                                                                                             | 09090357 – Jonasstraße 1 / Karl-Marx-Straße 198, Mietshaus, 1896 von Ferdinand Seemann                                                      |                                     |
| 09090356 | Jonasstraße 1–3 Karl-Marx-Straße 194/198 (Lage) | Mietshausgruppe Baudenkmal siehe: Jonasstraße 3                                                                                             | 09090358 – Jonasstraße 2, Mietshaus |                                     |
| 09090356 | Jonasstraße 1–3 Karl-Marx-Straße 194/198 (Lage) | Mietshausgruppe Baudenkmal siehe: Jonasstraße 3                                                                                             | 09090360 – Karl-Marx-Straße 194, Mietshaus, 1889–1890 von Wilhelm Gericke                                                                   |                                     |
| 09090356 | Jonasstraße 1–3 Karl-Marx-Straße 194/198 (Lage) | Mietshausgruppe Baudenkmal siehe: Jonasstraße 3                                                                                             | 09090361 – Karl-Marx-Straße 196, Mietshaus, 1889–1890 von R. Wilschke                                                                       |                                     |
| 09090362 | Karl-Marx-Straße 12/18 (Lage) | Mietshausgruppe und Schule | Bestandteile des Ensembles: | Bestandteile des Ensembles:         |
| 09090362 | Karl-Marx-Straße 12/18 (Lage) | Mietshausgruppe und Schule | 09090363 – Karl-Marx-Straße 12–12A, Mietshaus, 1907–1909 von Reinhold Kiehl                                                                 |                                     |
| 09090362 | Karl-Marx-Straße 12/18 (Lage) | Mietshausgruppe und Schule | 09090364 – Karl-Marx-Straße 12B-12C, 14. Albert-Schweitzer-Oberschule, 1906–1909 von Reinhold Kiehl                                         |                                     |
| 09090362 | Karl-Marx-Straße 12/18 (Lage) | Mietshausgruppe und Schule | 09090365 – Karl-Marx-Straße 16/18, Mietshaus, 1906–1907 von Reinhold Kiehl                                                                  |                                     |
| 09090366 | Karl-Marx-Straße 174/178 (Lage) | Mietshausgruppe Baudenkmal siehe: Karl-Marx-Straße 178                                                                                      | Weitere Bestandteile des Ensembles: | Weitere Bestandteile des Ensembles: |
| 09090366 | Karl-Marx-Straße 174/178 (Lage) | Mietshausgruppe Baudenkmal siehe: Karl-Marx-Straße 178                                                                                      | 09090367 – Karl-Marx-Straße 174, Mietshaus, 1893–1894                                                                                       |                                     |
| 09090366 | Karl-Marx-Straße 174/178 (Lage) | Mietshausgruppe Baudenkmal siehe: Karl-Marx-Straße 178                                                                                      | 09090368 – Karl-Marx-Straße 176, Mietshaus, 1889–1890                                                                                       |                                     |
| 09090370 | Kirchgasse 5–18, 52, 62 Donaustraße 66–67B Gerlachsheimer Weg Jan-Hus-Weg Richardstraße 33–34, 36–37, 79–83, 85–92, 94–95, 97 Wanzlikpfad (Lage)           | Böhmisches Dorf Baudenkmale siehe: Kirchgasse 5, 6, 11 Richardstraße 36, 37, 79, 80, 81, 82, 88, 97                                         | Weitere Bestandteile des Ensembles: | Weitere Bestandteile des Ensembles: |
| 09090370 | Kirchgasse 5–18, 52, 62 Donaustraße 66–67B Gerlachsheimer Weg Jan-Hus-Weg Richardstraße 33–34, 36–37, 79–83, 85–92, 94–95, 97 Wanzlikpfad (Lage)           | Böhmisches Dorf Baudenkmale siehe: Kirchgasse 5, 6, 11 Richardstraße 36, 37, 79, 80, 81, 82, 88, 97                                         | 09090373 – Kirchgasse 7, Wohnhaus, 1750, Umbau 1849                                                                                         |                                     |
| 09090370 | Kirchgasse 5–18, 52, 62 Donaustraße 66–67B Gerlachsheimer Weg Jan-Hus-Weg Richardstraße 33–34, 36–37, 79–83, 85–92, 94–95, 97 Wanzlikpfad (Lage)           | Böhmisches Dorf Baudenkmale siehe: Kirchgasse 5, 6, 11 Richardstraße 36, 37, 79, 80, 81, 82, 88, 97                                         | 09090374 – Kirchgasse 10, Wohnhaus, 1748, Umbau 1812, 1849                                                                                  |                                     |
| 09090370 | Kirchgasse 5–18, 52, 62 Donaustraße 66–67B Gerlachsheimer Weg Jan-Hus-Weg Richardstraße 33–34, 36–37, 79–83, 85–92, 94–95, 97 Wanzlikpfad (Lage)           | Böhmisches Dorf Baudenkmale siehe: Kirchgasse 5, 6, 11 Richardstraße 36, 37, 79, 80, 81, 82, 88, 97                                         | 09090376 – Kirchgasse 14–17 / Donaustraße 66–67 / Gerlachsheimer Weg, Betsaal und Gemeindehaus der Brüdergemeine, 1962 von Peter Lehrecke   |                                     |
| 09090370 | Kirchgasse 5–18, 52, 62 Donaustraße 66–67B Gerlachsheimer Weg Jan-Hus-Weg Richardstraße 33–34, 36–37, 79–83, 85–92, 94–95, 97 Wanzlikpfad (Lage)           | Böhmisches Dorf Baudenkmale siehe: Kirchgasse 5, 6, 11 Richardstraße 36, 37, 79, 80, 81, 82, 88, 97                                         | 09090377 – Richardstraße 33, Wohnhaus, 1830                                                                                                 |                                     |
| 09090370 | Kirchgasse 5–18, 52, 62 Donaustraße 66–67B Gerlachsheimer Weg Jan-Hus-Weg Richardstraße 33–34, 36–37, 79–83, 85–92, 94–95, 97 Wanzlikpfad (Lage)           | Böhmisches Dorf Baudenkmale siehe: Kirchgasse 5, 6, 11 Richardstraße 36, 37, 79, 80, 81, 82, 88, 97                                         | 09090378 – Richardstraße 34, Wohnhaus, 1830                                                                                                 |                                     |
| 09090370 | Kirchgasse 5–18, 52, 62 Donaustraße 66–67B Gerlachsheimer Weg Jan-Hus-Weg Richardstraße 33–34, 36–37, 79–83, 85–92, 94–95, 97 Wanzlikpfad (Lage)           | Böhmisches Dorf Baudenkmale siehe: Kirchgasse 5, 6, 11 Richardstraße 36, 37, 79, 80, 81, 82, 88, 97                                         | Nebengebäude |                                     |
| 09090370 | Kirchgasse 5–18, 52, 62 Donaustraße 66–67B Gerlachsheimer Weg Jan-Hus-Weg Richardstraße 33–34, 36–37, 79–83, 85–92, 94–95, 97 Wanzlikpfad (Lage)           | Böhmisches Dorf Baudenkmale siehe: Kirchgasse 5, 6, 11 Richardstraße 36, 37, 79, 80, 81, 82, 88, 97                                         | 09090385 – Richardstraße 83, Wohnhaus, 1737, 1890                                                                                           |                                     |
| 09090370 | Kirchgasse 5–18, 52, 62 Donaustraße 66–67B Gerlachsheimer Weg Jan-Hus-Weg Richardstraße 33–34, 36–37, 79–83, 85–92, 94–95, 97 Wanzlikpfad (Lage)           | Böhmisches Dorf Baudenkmale siehe: Kirchgasse 5, 6, 11 Richardstraße 36, 37, 79, 80, 81, 82, 88, 97                                         | Nebengebäude |                                     |
| 09090370 | Kirchgasse 5–18, 52, 62 Donaustraße 66–67B Gerlachsheimer Weg Jan-Hus-Weg Richardstraße 33–34, 36–37, 79–83, 85–92, 94–95, 97 Wanzlikpfad (Lage)           | Böhmisches Dorf Baudenkmale siehe: Kirchgasse 5, 6, 11 Richardstraße 36, 37, 79, 80, 81, 82, 88, 97                                         | 09090386 – Richardstraße 85, Wohnhaus, 1737, Umbau 1849                                                                                     |                                     |
| 09090370 | Kirchgasse 5–18, 52, 62 Donaustraße 66–67B Gerlachsheimer Weg Jan-Hus-Weg Richardstraße 33–34, 36–37, 79–83, 85–92, 94–95, 97 Wanzlikpfad (Lage)           | Böhmisches Dorf Baudenkmale siehe: Kirchgasse 5, 6, 11 Richardstraße 36, 37, 79, 80, 81, 82, 88, 97                                         | Nebengebäude |                                     |
| 09090370 | Kirchgasse 5–18, 52, 62 Donaustraße 66–67B Gerlachsheimer Weg Jan-Hus-Weg Richardstraße 33–34, 36–37, 79–83, 85–92, 94–95, 97 Wanzlikpfad (Lage)           | Böhmisches Dorf Baudenkmale siehe: Kirchgasse 5, 6, 11 Richardstraße 36, 37, 79, 80, 81, 82, 88, 97                                         | 09090387 – Richardstraße 86, Wohnhaus, 1737, 1946–1947                                                                                      |                                     |
| 09090370 | Kirchgasse 5–18, 52, 62 Donaustraße 66–67B Gerlachsheimer Weg Jan-Hus-Weg Richardstraße 33–34, 36–37, 79–83, 85–92, 94–95, 97 Wanzlikpfad (Lage)           | Böhmisches Dorf Baudenkmale siehe: Kirchgasse 5, 6, 11 Richardstraße 36, 37, 79, 80, 81, 82, 88, 97                                         | Nebengebäude |                                     |
| 09090370 | Kirchgasse 5–18, 52, 62 Donaustraße 66–67B Gerlachsheimer Weg Jan-Hus-Weg Richardstraße 33–34, 36–37, 79–83, 85–92, 94–95, 97 Wanzlikpfad (Lage)           | Böhmisches Dorf Baudenkmale siehe: Kirchgasse 5, 6, 11 Richardstraße 36, 37, 79, 80, 81, 82, 88, 97                                         | 09090388 – Richardstraße 87, Wohnhaus, 1737, 1740, Umbauten 1875, um 1964                                                                   |                                     |
| 09090370 | Kirchgasse 5–18, 52, 62 Donaustraße 66–67B Gerlachsheimer Weg Jan-Hus-Weg Richardstraße 33–34, 36–37, 79–83, 85–92, 94–95, 97 Wanzlikpfad (Lage)           | Böhmisches Dorf Baudenkmale siehe: Kirchgasse 5, 6, 11 Richardstraße 36, 37, 79, 80, 81, 82, 88, 97                                         | Nebengebäude |                                     |
| 09090370 | Kirchgasse 5–18, 52, 62 Donaustraße 66–67B Gerlachsheimer Weg Jan-Hus-Weg Richardstraße 33–34, 36–37, 79–83, 85–92, 94–95, 97 Wanzlikpfad (Lage)           | Böhmisches Dorf Baudenkmale siehe: Kirchgasse 5, 6, 11 Richardstraße 36, 37, 79, 80, 81, 82, 88, 97                                         | 09090390 – Richardstraße 89, Wohnhaus, 1737, Umbau 1849                                                                                     |                                     |
| 09090370 | Kirchgasse 5–18, 52, 62 Donaustraße 66–67B Gerlachsheimer Weg Jan-Hus-Weg Richardstraße 33–34, 36–37, 79–83, 85–92, 94–95, 97 Wanzlikpfad (Lage)           | Böhmisches Dorf Baudenkmale siehe: Kirchgasse 5, 6, 11 Richardstraße 36, 37, 79, 80, 81, 82, 88, 97                                         | Nebengebäude |                                     |
| 09090370 | Kirchgasse 5–18, 52, 62 Donaustraße 66–67B Gerlachsheimer Weg Jan-Hus-Weg Richardstraße 33–34, 36–37, 79–83, 85–92, 94–95, 97 Wanzlikpfad (Lage)           | Böhmisches Dorf Baudenkmale siehe: Kirchgasse 5, 6, 11 Richardstraße 36, 37, 79, 80, 81, 82, 88, 97                                         | 09090391 – Richardstraße 90, Wohnhaus, 1737, 1740, Umbau 1849                                                                               |                                     |
| 09090370 | Kirchgasse 5–18, 52, 62 Donaustraße 66–67B Gerlachsheimer Weg Jan-Hus-Weg Richardstraße 33–34, 36–37, 79–83, 85–92, 94–95, 97 Wanzlikpfad (Lage)           | Böhmisches Dorf Baudenkmale siehe: Kirchgasse 5, 6, 11 Richardstraße 36, 37, 79, 80, 81, 82, 88, 97                                         | Nebengebäude |                                     |
| 09090370 | Kirchgasse 5–18, 52, 62 Donaustraße 66–67B Gerlachsheimer Weg Jan-Hus-Weg Richardstraße 33–34, 36–37, 79–83, 85–92, 94–95, 97 Wanzlikpfad (Lage)           | Böhmisches Dorf Baudenkmale siehe: Kirchgasse 5, 6, 11 Richardstraße 36, 37, 79, 80, 81, 82, 88, 97                                         | 09090392 – Richardstraße 91, Wohnhaus, 1737, 1740, 1960–1961                                                                                |                                     |
| 09090370 | Kirchgasse 5–18, 52, 62 Donaustraße 66–67B Gerlachsheimer Weg Jan-Hus-Weg Richardstraße 33–34, 36–37, 79–83, 85–92, 94–95, 97 Wanzlikpfad (Lage)           | Böhmisches Dorf Baudenkmale siehe: Kirchgasse 5, 6, 11 Richardstraße 36, 37, 79, 80, 81, 82, 88, 97                                         | Nebengebäude |                                     |
| 09090370 | Kirchgasse 5–18, 52, 62 Donaustraße 66–67B Gerlachsheimer Weg Jan-Hus-Weg Richardstraße 33–34, 36–37, 79–83, 85–92, 94–95, 97 Wanzlikpfad (Lage)           | Böhmisches Dorf Baudenkmale siehe: Kirchgasse 5, 6, 11 Richardstraße 36, 37, 79, 80, 81, 82, 88, 97                                         | 09090393 – Richardstraße 95, Gewerbebauten, nach 1945                                                                                       |                                     |
| 09090370 | Kirchgasse 5–18, 52, 62 Donaustraße 66–67B Gerlachsheimer Weg Jan-Hus-Weg Richardstraße 33–34, 36–37, 79–83, 85–92, 94–95, 97 Wanzlikpfad (Lage)           | Böhmisches Dorf Baudenkmale siehe: Kirchgasse 5, 6, 11 Richardstraße 36, 37, 79, 80, 81, 82, 88, 97                                         | Nicht konstituierende Bestandteile des Ensembles: Kirchgasse 62, Richardstraße 92                                                           |                                     |
| 09055090 | Platz der Luftbrücke 1–6 Columbiadamm 1-22, 24/76 Hermannstraße 80, 84-90, 177, 178 Mehringdamm 129-129D Oderstraße Tempelhofer Damm 1/103, 108/110 (Lage) | Platz der Luftbrücke, Flughafen Tempelhof, Kino Columbia, Sporthalle Gesamtanlage siehe: Platz der Luftbrücke 1–6                           | 1936–1943 und 1945–1993 | 1936–1943 und 1945–1993             |
| 09055090 | Platz der Luftbrücke 1–6 Columbiadamm 1-22, 24/76 Hermannstraße 80, 84-90, 177, 178 Mehringdamm 129-129D Oderstraße Tempelhofer Damm 1/103, 108/110 (Lage) | Platz der Luftbrücke, Flughafen Tempelhof, Kino Columbia, Sporthalle Gesamtanlage siehe: Platz der Luftbrücke 1–6                           | Weiterer Bestandteil des Ensembles: siehe auch Tempelhof                                                                                    |                                     |
| 09055090 | Platz der Luftbrücke 1–6 Columbiadamm 1-22, 24/76 Hermannstraße 80, 84-90, 177, 178 Mehringdamm 129-129D Oderstraße Tempelhofer Damm 1/103, 108/110 (Lage) | Platz der Luftbrücke, Flughafen Tempelhof, Kino Columbia, Sporthalle Gesamtanlage siehe: Platz der Luftbrücke 1–6                           | 09097794 – Oderstraße, Reste der Freitreppenanlage des ehem. Volksparks Neukölln, 1928 von Ottokar Wagler                                   |                                     |
| 09090395 | Reinholdstraße 3–8 Bruno-Bauer-Straße 23 (Lage) | Wohnanlagen | Bestandteile des Ensembles: | Bestandteile des Ensembles:         |
| 09090395 | Reinholdstraße 3–8 Bruno-Bauer-Straße 23 (Lage) | Wohnanlagen | 09090397 – Bruno-Bauer-Straße 23 / Reinholdstraße 5, 7–8, Wohnanlage, 1909–1910 von Hans Stehn                                              |                                     |
| 09090395 | Reinholdstraße 3–8 Bruno-Bauer-Straße 23 (Lage) | Wohnanlagen | 09090396 – Reinholdstraße 3–4, Wohnanlage, 1911–1912 von Willy & Paul Kind                                                                  |                                     |
| 09090398 | Richardplatz 1, 3A-7, 15–26, 28 Böhmische Straße 40/41 Hertzbergstraße 32 Richardstraße 43, 70–73 Schudomastraße 52 Zwiestädter Straße 1–2 (Lage)          | Mietshäuser, Trinkhalle, Alte Dorfschmiede, Bethlehemskirche Baudenkmale siehe: Richardplatz 3A-F, 6, 7, 17, 20, 22, 24, 25, 28, Trinkhalle | Weitere Bestandteile des Ensembles: | Weitere Bestandteile des Ensembles: |
| 09090398 | Richardplatz 1, 3A-7, 15–26, 28 Böhmische Straße 40/41 Hertzbergstraße 32 Richardstraße 43, 70–73 Schudomastraße 52 Zwiestädter Straße 1–2 (Lage)          | Mietshäuser, Trinkhalle, Alte Dorfschmiede, Bethlehemskirche Baudenkmale siehe: Richardplatz 3A-F, 6, 7, 17, 20, 22, 24, 25, 28, Trinkhalle | 09090402 – Hertzbergstraße 32 / Richardplatz 1, Miets- und Geschäftshaus, 1905 von Schmid und Weimar, Wiederaufbau 1950–1955                |                                     |
| 09090398 | Richardplatz 1, 3A-7, 15–26, 28 Böhmische Straße 40/41 Hertzbergstraße 32 Richardstraße 43, 70–73 Schudomastraße 52 Zwiestädter Straße 1–2 (Lage)          | Mietshäuser, Trinkhalle, Alte Dorfschmiede, Bethlehemskirche Baudenkmale siehe: Richardplatz 3A-F, 6, 7, 17, 20, 22, 24, 25, 28, Trinkhalle | 09090403 – Richardplatz 4, Mietshaus, 1914 von Willy Schlägel                                                                               |                                     |
| 09090398 | Richardplatz 1, 3A-7, 15–26, 28 Böhmische Straße 40/41 Hertzbergstraße 32 Richardstraße 43, 70–73 Schudomastraße 52 Zwiestädter Straße 1–2 (Lage)          | Mietshäuser, Trinkhalle, Alte Dorfschmiede, Bethlehemskirche Baudenkmale siehe: Richardplatz 3A-F, 6, 7, 17, 20, 22, 24, 25, 28, Trinkhalle | 09090404 – Richardplatz 5 / Richardstraße 73, Mietshaus, 1911–1912                                                                          |                                     |
| 09090398 | Richardplatz 1, 3A-7, 15–26, 28 Böhmische Straße 40/41 Hertzbergstraße 32 Richardstraße 43, 70–73 Schudomastraße 52 Zwiestädter Straße 1–2 (Lage)          | Mietshäuser, Trinkhalle, Alte Dorfschmiede, Bethlehemskirche Baudenkmale siehe: Richardplatz 3A-F, 6, 7, 17, 20, 22, 24, 25, 28, Trinkhalle | 09090407 – Richardplatz 15, Wohnhaus |                                     |
| 09090398 | Richardplatz 1, 3A-7, 15–26, 28 Böhmische Straße 40/41 Hertzbergstraße 32 Richardstraße 43, 70–73 Schudomastraße 52 Zwiestädter Straße 1–2 (Lage)          | Mietshäuser, Trinkhalle, Alte Dorfschmiede, Bethlehemskirche Baudenkmale siehe: Richardplatz 3A-F, 6, 7, 17, 20, 22, 24, 25, 28, Trinkhalle | 09090408 – Richardplatz 16 / Richardstraße 43, Mietshaus                                                                                    |                                     |
| 09090398 | Richardplatz 1, 3A-7, 15–26, 28 Böhmische Straße 40/41 Hertzbergstraße 32 Richardstraße 43, 70–73 Schudomastraße 52 Zwiestädter Straße 1–2 (Lage)          | Mietshäuser, Trinkhalle, Alte Dorfschmiede, Bethlehemskirche Baudenkmale siehe: Richardplatz 3A-F, 6, 7, 17, 20, 22, 24, 25, 28, Trinkhalle | 09090410 – Richardplatz 17A, Mietshaus |                                     |
| 09090398 | Richardplatz 1, 3A-7, 15–26, 28 Böhmische Straße 40/41 Hertzbergstraße 32 Richardstraße 43, 70–73 Schudomastraße 52 Zwiestädter Straße 1–2 (Lage)          | Mietshäuser, Trinkhalle, Alte Dorfschmiede, Bethlehemskirche Baudenkmale siehe: Richardplatz 3A-F, 6, 7, 17, 20, 22, 24, 25, 28, Trinkhalle | 09090411 – Richardplatz 18, Wohnhaus |                                     |
| 09090398 | Richardplatz 1, 3A-7, 15–26, 28 Böhmische Straße 40/41 Hertzbergstraße 32 Richardstraße 43, 70–73 Schudomastraße 52 Zwiestädter Straße 1–2 (Lage)          | Mietshäuser, Trinkhalle, Alte Dorfschmiede, Bethlehemskirche Baudenkmale siehe: Richardplatz 3A-F, 6, 7, 17, 20, 22, 24, 25, 28, Trinkhalle | 09090412 – Richardplatz 19, Mietshaus, 1904–1905                                                                                            |                                     |
| 09090398 | Richardplatz 1, 3A-7, 15–26, 28 Böhmische Straße 40/41 Hertzbergstraße 32 Richardstraße 43, 70–73 Schudomastraße 52 Zwiestädter Straße 1–2 (Lage)          | Mietshäuser, Trinkhalle, Alte Dorfschmiede, Bethlehemskirche Baudenkmale siehe: Richardplatz 3A-F, 6, 7, 17, 20, 22, 24, 25, 28, Trinkhalle | 09090414 – Richardplatz 21 / Zwiestädter Straße 1, Mietshaus, 1902–1904                                                                     |                                     |
| 09090398 | Richardplatz 1, 3A-7, 15–26, 28 Böhmische Straße 40/41 Hertzbergstraße 32 Richardstraße 43, 70–73 Schudomastraße 52 Zwiestädter Straße 1–2 (Lage)          | Mietshäuser, Trinkhalle, Alte Dorfschmiede, Bethlehemskirche Baudenkmale siehe: Richardplatz 3A-F, 6, 7, 17, 20, 22, 24, 25, 28, Trinkhalle | 09090418 – Richardplatz 26, Mietshaus |                                     |
| 09090398 | Richardplatz 1, 3A-7, 15–26, 28 Böhmische Straße 40/41 Hertzbergstraße 32 Richardstraße 43, 70–73 Schudomastraße 52 Zwiestädter Straße 1–2 (Lage)          | Mietshäuser, Trinkhalle, Alte Dorfschmiede, Bethlehemskirche Baudenkmale siehe: Richardplatz 3A-F, 6, 7, 17, 20, 22, 24, 25, 28, Trinkhalle | Ehemaliger Bestandteil des Ensembles: |                                     |
| 09090398 | Richardplatz 1, 3A-7, 15–26, 28 Böhmische Straße 40/41 Hertzbergstraße 32 Richardstraße 43, 70–73 Schudomastraße 52 Zwiestädter Straße 1–2 (Lage)          | Mietshäuser, Trinkhalle, Alte Dorfschmiede, Bethlehemskirche Baudenkmale siehe: Richardplatz 3A-F, 6, 7, 17, 20, 22, 24, 25, 28, Trinkhalle | 09090400 – Richardplatz, Toilettenhaus, 1937–1938                                                                                           |                                     |

## Denkmalbereiche (Gesamtanlagen)
| Nr.      | Lage | Offizielle Bezeichnung | Beschreibung | Bild                                                                 |
| -------- | --- | --- | --- | -------------------------------------------------------------------- |
| 09090420 | Boddinstraße 23–31 Hermannstraße 223 Mainzer Straße 25–26 (Lage) | Wohnanlage | 1904–1906 von Erich Köhn                                                                                          |                                                                      |
| 09090421 | Böhmische Straße 21/23 Thiemannstraße 16–18A, 19–22A, 23 (Lage) | Wohnanlage | 2 Wohnzeilen, 1928–1929 von Friedrich Wilhelm Schneider                                                           |                                                                      |
| 09090422 | Briesestraße 15 Bornsdorfer Straße (Lage) | Kath. St.-Clara-Kirche | Kirche, 1896–1897 von August Menken, Umbau 1929–1930                                                              |                                                                      |
| 09090422 | Briesestraße 15 Bornsdorfer Straße (Lage) | Kath. St.-Clara-Kirche | Pfarrhaus, Umbauten 1901, 1927                                                                                    |                                                                      |
| 09090423 | Bouchéstraße 54–57 Elbingeroder Weg 1–5, 7/15, 16, 17/21 Harzer Straße 18–20, 23 (Lage) | Wohnanlage Elbingeroder Weg | 2 Wohnzeilen, 1928–1930 von Richard Pohl                                                                          | Elbingeroder Weg                                                     |
| 09090423 | Bouchéstraße 54–57 Elbingeroder Weg 1–5, 7/15, 16, 17/21 Harzer Straße 18–20, 23 (Lage) | Wohnanlage Elbingeroder Weg | Toilettenhäuschen                                                                                                 |                                                                      |
| 09090423 | Bouchéstraße 54–57 Elbingeroder Weg 1–5, 7/15, 16, 17/21 Harzer Straße 18–20, 23 (Lage) | Wohnanlage Elbingeroder Weg | Schalthaus |                                                                      |
| 09090332 | Bouchéstraße 58 Harzer Straße 96–102 Sülzhayner Straße 1–5, 27–31 Wildenbruchstraße 66A-67B (Lage) | Wohnanlage Bouchéstraße Bestandteil des Ensembles: Bouchéstraße | 2 Wohnhöfe, 1925–1926 von Mebes & Emmerich                                                                        | Sülzhayner Straße                                                    |
| 09090424 | Braunschweiger Straße 7/17 Brusendorfer Straße 7–9 Schwarzastraße 3–4 (Lage) | Wohnanlage | 1928–1929 von Willy Mühlau                                                                                        |                                                                      |
| 09090425 | Bürknerstraße 12–14 Kottbusser Damm 90 Spremberger Straße 11 (Lage) | Wohnanlage | 1909–1910 von Bruno Taut, Artur Vogdt                                                                             |                                                                      |
| 09090426 | Steinbockstraße 1-30 Einhornstraße 5-21 Krebsgang Widderstraße 1–34 (Lage) | Siedlung am Dammweg | 6 Wohnzeilen, 1919–1922 von Josef Zizler, nach Entwurf von Reinhold Kiehl                                         |                                                                      |
| 09090426 | Steinbockstraße 1-30 Einhornstraße 5-21 Krebsgang Widderstraße 1–34 (Lage) | Siedlung am Dammweg | Ensemble am Dorfplatz mit Restaurant                                                                              |                                                                      |
| 09090426 | Steinbockstraße 1-30 Einhornstraße 5-21 Krebsgang Widderstraße 1–34 (Lage) | Siedlung am Dammweg | 9 Reihenhäuser |                                                                      |
| 09090426 | Steinbockstraße 1-30 Einhornstraße 5-21 Krebsgang Widderstraße 1–34 (Lage) | Siedlung am Dammweg | Mauer zur S-Bahn                                                                                                  |                                                                      |
| 09090427 | Delbrückstraße 39 Glasower Straße 27–28 (Lage) | ehem. Eisen- und Glockengießerei Eisenwerk Franz Weeren | Fabrikations- und Verwaltungsgebäude, 1889–1912 nach einem Entwurf von Franz Weeren                               |                                                                      |
| 09090427 | Delbrückstraße 39 Glasower Straße 27–28 (Lage) | ehem. Eisen- und Glockengießerei Eisenwerk Franz Weeren | Fabrikantenvilla, 1905 nach einem Entwurf von Franz Weeren                                                        |                                                                      |
| 09090427 | Delbrückstraße 39 Glasower Straße 27–28 (Lage) | ehem. Eisen- und Glockengießerei Eisenwerk Franz Weeren | Straßenseitige Einfriedung                                                                                        |                                                                      |
| 09090428 | Delphinstraße 1/5 Planetenstraße 56/58 Siriusstraße 1–2 (Lage) | Wohnanlage | 1919–1920 von Josef Zizler                                                                                        |                                                                      |
| 09090429 | Dieselstraße 37 Ziegrastraße 1 (Lage) | Verwaltungs-, Wohn- und Gewerbebauten | Verwaltungsbau, 1920–1923 von Emil Fahrenkamp                                                                     |                                                                      |
| 09090429 | Dieselstraße 37 Ziegrastraße 1 (Lage) | Verwaltungs-, Wohn- und Gewerbebauten | KfZ Halle |                                                                      |
| 09090429 | Dieselstraße 37 Ziegrastraße 1 (Lage) | Verwaltungs-, Wohn- und Gewerbebauten | Reparaturhalle |                                                                      |
| 09090429 | Dieselstraße 37 Ziegrastraße 1 (Lage) | Verwaltungs-, Wohn- und Gewerbebauten | Garagen |                                                                      |
| 09090429 | Dieselstraße 37 Ziegrastraße 1 (Lage) | Verwaltungs-, Wohn- und Gewerbebauten | Wohnungsbau |                                                                      |
| 09090429 | Dieselstraße 37 Ziegrastraße 1 (Lage) | Verwaltungs-, Wohn- und Gewerbebauten | Gewerbehalle (Dieselstraße)                                                                                       |                                                                      |
| 09090430 | Donaustraße 86–87 Innstraße 20–23 (Lage) | Wohnanlage | 1926 von Mebes & Emmerich                                                                                         |                                                                      |
| 09090343 | Donaustraße 120 (Lage) | Schule Bestandteil des Ensembles: Donaustraße | 1910–13 von Reinhold Kiehl                                                                                        |                                                                      |
| 09090343 | Donaustraße 120 (Lage) | Schule Bestandteil des Ensembles: Donaustraße | Turnhallen |                                                                      |
| 09090431 | Drosselbartstraße 1–5, 7 Planetenstraße 3/35, 37/47 Rübezahlstraße 1/21, 25/27 Sonnenallee 293/295 Wegastraße 1–5 (Lage) | Wohnanlage | 3 Wohnzeilen, 1919–1924 von Blume, Schädel, Josef Zizler                                                          |                                                                      |
| 09090431 | Drosselbartstraße 1–5, 7 Planetenstraße 3/35, 37/47 Rübezahlstraße 1/21, 25/27 Sonnenallee 293/295 Wegastraße 1–5 (Lage) | Wohnanlage | 10 Mehrfamilienhäuser                                                                                             |                                                                      |
| 09090432 | Drübecker Weg 2 Treptower Straße 26–28 (Lage) | Wohnanlage | 1930–1931 von Heinrich Iwan & Stephan v. Zamojski                                                                 |                                                                      |
| 09090433 | Emser Straße 134, 137 (Lage) | Albrecht-Dürer-Schule | 1906 von Reinhold Kiehl                                                                                           |                                                                      |
| 09090434 | Fuldastraße 37/39 Ossastraße 9–16A Weichselstraße 24–25 (Lage) | Wohnanlage Ossastraße | 1926–1928 von Bruno Taut                                                                                          |                                                                      |
| 09090435 | Fuldastraße 55–56D Weichselstraße 8–8F (Lage) | Ideal-Passage | Weichselstraße, 1907–1908 von Willy & Paul Kind                                                                   |                                                                      |
| 09090435 | Fuldastraße 55–56D Weichselstraße 8–8F (Lage) | Ideal-Passage | Fuldastraße |                                                                      |
| 09090435 | Fuldastraße 55–56D Weichselstraße 8–8F (Lage) | Ideal-Passage | Innenhöfe |                                                                      |
| 09090455 | Geygerstraße 2–7 (Lage) | Wohnanlage | 1919–1920 vom Hochbauamt Neukölln (Stadtbaurat Josef Zizler)                                                      |                                                                      |
| 09090436 | Hermannplatz (Lage) | U-Bahnhof Hermannplatz | U7-Bahnsteig, 1923–1927 von Alfred Grenander und Alfred Fehse                                                     | U-Bahnhof Hermannplatz                                               |
| 09090436 | Hermannplatz (Lage) | U-Bahnhof Hermannplatz | U8-Bahnsteig | U-Bahnhof Hermannplatz                                               |
| 09090436 | Hermannplatz (Lage) | U-Bahnhof Hermannplatz | 8 U-Bahnausgänge                                                                                                  | U-Bahnhof Hermannplatz                                               |
| 09090436 | Hermannplatz (Lage) | U-Bahnhof Hermannplatz | Teilverlust: 1 U-Bahnausgang am Hermannplatz                                                                      |                                                                      |
| 09090437 | Hermannstraße 114 Privatstraße (Lage) | Wohnanlage | Wohnriegel, 1911–1912 von Reinhold Kiehl                                                                          |                                                                      |
| 09090437 | Hermannstraße 114 Privatstraße (Lage) | Wohnanlage | Kopfbau |                                                                      |
| 09090438 | Herrnhuter Weg 11/15 (Lage) | Mietshäuser | 1901–1902 von Hermann Serno                                                                                       |                                                                      |
| 09090439 | Ilsenhof 1–10 Ilsestraße 19–22 Jonasstraße 49–52 Schierker Straße 12–16 (Lage) | Wohnanlage | Torbau, 1928–1929                                                                                                 |                                                                      |
| 09090439 | Ilsenhof 1–10 Ilsestraße 19–22 Jonasstraße 49–52 Schierker Straße 12–16 (Lage) | Wohnanlage | 2 Wohnriegel |                                                                      |
| 09090439 | Ilsenhof 1–10 Ilsestraße 19–22 Jonasstraße 49–52 Schierker Straße 12–16 (Lage) | Wohnanlage | 2 Hofbauten |                                                                      |
| 09090440 | Innstraße 31–32, 34 Sonnenallee 125/133 Stuttgarter Straße 1–6 (Lage) | Wohnanlage Turmblock | 1904–1908 von Patrzek und v. Januszkiewicz                                                                        |                                                                      |
| 09090441 | Innstraße 38–43 Roseggerstraße 31–35 Werrastraße 1–8 Weserstraße 143–152 (Lage) | Wohnanlage | Wohnhof, 1924–1926 von Mebes & Emmerich                                                                           |                                                                      |
| 09090441 | Innstraße 38–43 Roseggerstraße 31–35 Werrastraße 1–8 Weserstraße 143–152 (Lage) | Wohnanlage | Wohnriegel auf Hof                                                                                                |                                                                      |
| 09090441 | Innstraße 38–43 Roseggerstraße 31–35 Werrastraße 1–8 Weserstraße 143–152 (Lage) | Wohnanlage | Eckgebäude Weserstraße/Roseggerstraße                                                                             |                                                                      |
| 09090441 | Innstraße 38–43 Roseggerstraße 31–35 Werrastraße 1–8 Weserstraße 143–152 (Lage) | Wohnanlage | Freiflächen, 1924–1926 von Richard Köhler                                                                         |                                                                      |
| 09090442 | Karl-Marx-Straße 58 (Lage) | Mietshaus und Fabrikgebäude | 1907–1908 |                                                                      |
| 09090442 | Karl-Marx-Straße 58 (Lage) | Mietshaus und Fabrikgebäude | Fabrikgebäude |                                                                      |
| 09090443 | Karl-Marx-Straße 199,201 Kirchhofstraße (Lage) | Magdalenenkirche | Kirche, 1877–1879 von Bohl                                                                                        |                                                                      |
| 09090443 | Karl-Marx-Straße 199,201 Kirchhofstraße (Lage) | Magdalenenkirche | Gemeindehaus |                                                                      |
| 09090443 | Karl-Marx-Straße 199,201 Kirchhofstraße (Lage) | Magdalenenkirche | Magdalenenkapelle, 1962–1963 von Willi Rossa                                                                      |                                                                      |
| 09090444 | Karl-Marx-Straße 229 (Lage) | S- und U-Bahnhof Neukölln | U-Bahnhof, 1928–1930 von Alfred Grenander                                                                         |                                                                      |
| 09090444 | Karl-Marx-Straße 229 (Lage) | S- und U-Bahnhof Neukölln | U-Bahn-Eingänge                                                                                                   |                                                                      |
| 09090444 | Karl-Marx-Straße 229 (Lage) | S- und U-Bahnhof Neukölln | S-Bahn-Empfangsgebäude                                                                                            | Bahnhof Neukölln                                                     |
| 09090444 | Karl-Marx-Straße 229 (Lage) | S- und U-Bahnhof Neukölln | S-Bahn-Bahnsteig                                                                                                  | Bahnhof Neukölln                                                     |
| 09090444 | Karl-Marx-Straße 229 (Lage) | S- und U-Bahnhof Neukölln | S-Bahn-Brücke |                                                                      |
| 09050364 | Landwehrkanal Maybachufer | Landwehrkanal, Uferbefestigung mit Auf- und Abgängen sowie begrüntem Uferstreifen mit Baumpflanzungen und Geländer Für weitere Bestandteile des Gesamtdenkmals siehe: Charlottenburg, Kreuzberg und Tiergarten | 1845–1850 von Peter Joseph Lenné (Architekt) und Johann Jacob Helfft (Baumeister), Ausbau 1883–1890 und 1936–1940 |                                                                      |
| 09090445 | Leinestraße 37 (Lage) | Baugewerkschule | 1913–1916 von Heinrich Best; Umbau 1952                                                                           |                                                                      |
| 09090445 | Leinestraße 37 (Lage) | Baugewerkschule | 2 Schulbauten |                                                                      |
| 09090446 | Lilienthalstraße 7/15 (Lage) | Standortfriedhof Lilienthalstraße | Eingangstor, 1938–1939                                                                                            |                                                                      |
| 09090446 | Lilienthalstraße 7/15 (Lage) | Standortfriedhof Lilienthalstraße | Feierhalle |                                                                      |
| 09090454 | Lucy-Lameck-Straße 31–33 (Lage) | Bergschloß-Brauerei | Sudhaus, zwischen 1850 und 1902 von Hanner und Hering                                                             |                                                                      |
| 09090454 | Lucy-Lameck-Straße 31–33 (Lage) | Bergschloß-Brauerei | Mälzerei |                                                                      |
| 09090454 | Lucy-Lameck-Straße 31–33 (Lage) | Bergschloß-Brauerei | Villa |                                                                      |
| 09090454 | Lucy-Lameck-Straße 31–33 (Lage) | Bergschloß-Brauerei | Portierhaus |                                                                      |
| 09090447 | Mareschstraße 14–16 (Lage) | Mietshäuser | 1909–1910 von Deute & Paul                                                                                        |                                                                      |
| 09046377 | Mariendorfer Weg 28/38 Eschersheimer Straße 25 (Lage) | Brandenburgische Hebammenlehranstalt und Frauenklinik, Krankenhaus Neukölln | 1914–1917 von Theodor Goecke, Fassadenreliefs von Roch und Feuerhahn                                              | 1914–1917 von Theodor Goecke, Fassadenreliefs von Roch und Feuerhahn |
| 09046377 | Mariendorfer Weg 28/38 Eschersheimer Straße 25 (Lage) | Brandenburgische Hebammenlehranstalt und Frauenklinik, Krankenhaus Neukölln | Entbindungshaus                                                                                                   |                                                                      |
| 09046377 | Mariendorfer Weg 28/38 Eschersheimer Straße 25 (Lage) | Brandenburgische Hebammenlehranstalt und Frauenklinik, Krankenhaus Neukölln | Verwaltungsgebäude                                                                                                |                                                                      |
| 09046377 | Mariendorfer Weg 28/38 Eschersheimer Straße 25 (Lage) | Brandenburgische Hebammenlehranstalt und Frauenklinik, Krankenhaus Neukölln | Direktorenwohnhaus                                                                                                |                                                                      |
| 09046377 | Mariendorfer Weg 28/38 Eschersheimer Straße 25 (Lage) | Brandenburgische Hebammenlehranstalt und Frauenklinik, Krankenhaus Neukölln | Umfassungsmauer                                                                                                   |                                                                      |
| 09055092 | Platz der Luftbrücke 1–6 Columbiadamm 1–22, 24/76 Hermannstraße 80, 84-90, 177, 178 Mehringdamm 129–129D, Tempelhofer Damm 1/103, 108/110 (Lage)                                                                                              | Flughafen Tempelhof Bestandteil des Ensembles: Platz der Luftbrücke | Um- und Neubauten 1945–1993 durch US Air Force: siehe auch Tempelhof                                              | Um- und Neubauten 1945–1993 durch US Air Force: siehe auch Tempelhof |
| 09055092 | Platz der Luftbrücke 1–6 Columbiadamm 1–22, 24/76 Hermannstraße 80, 84-90, 177, 178 Mehringdamm 129–129D, Tempelhofer Damm 1/103, 108/110 (Lage)                                                                                              | Flughafen Tempelhof Bestandteil des Ensembles: Platz der Luftbrücke | Taxiway |                                                                      |
| 09055092 | Platz der Luftbrücke 1–6 Columbiadamm 1–22, 24/76 Hermannstraße 80, 84-90, 177, 178 Mehringdamm 129–129D, Tempelhofer Damm 1/103, 108/110 (Lage)                                                                                              | Flughafen Tempelhof Bestandteil des Ensembles: Platz der Luftbrücke | Start- und Landebahnen                                                                                            |                                                                      |
| 09055092 | Platz der Luftbrücke 1–6 Columbiadamm 1–22, 24/76 Hermannstraße 80, 84-90, 177, 178 Mehringdamm 129–129D, Tempelhofer Damm 1/103, 108/110 (Lage)                                                                                              | Flughafen Tempelhof Bestandteil des Ensembles: Platz der Luftbrücke | Anflugbefeuerung der Südbahn                                                                                      |                                                                      |
| 09090448 | Richardstraße 20–21 (Lage) | Wohnhaus und Bewag-Schalthaus | Schalthaus, 1926–1928 von Hans Heinrich Müller                                                                    |                                                                      |
| 09090448 | Richardstraße 20–21 (Lage) | Wohnhaus und Bewag-Schalthaus | Wohnhaus |                                                                      |
| 09090448 | Richardstraße 20–21 (Lage) | Wohnhaus und Bewag-Schalthaus | Garagen |                                                                      |
| 09090449 | Sonnenallee 191/199 (Lage) | Wohnanlage | 1925–1929 von Bruno Möhring und Hans Spitzner, 1938 von Walter Kühling                                            |                                                                      |
| 09090449 | Sonnenallee 191/199 (Lage) | Wohnanlage | Garagen |                                                                      |
| 09090456 | Sonnenallee 291 Planetenstraße 46/48 (Lage) | S-Bahnhof Köllnische Heide | Empfangsgebäude, 1911–1920 von Karl Cornelius, Heinrich Best                                                      | Bahnhof Köllnische Heide                                             |
| 09090456 | Sonnenallee 291 Planetenstraße 46/48 (Lage) | S-Bahnhof Köllnische Heide | Beamtenwohnhaus                                                                                                   |                                                                      |
| 09090456 | Sonnenallee 291 Planetenstraße 46/48 (Lage) | S-Bahnhof Köllnische Heide | S-Bahnsteig |                                                                      |
| 09097893 | Sonnenallee 318–323, 324/334 Fritzi-Massary-Straße 1–21, 23/269 Heinrich-Schlusnus-Straße 1–5, 7–13, 15/23 Joseph-Schmidt-Straße 1, 3–23 Leo-Slezak-Straße 5–28 Michael-Bohnen-Ring 1–29, 31–33, 35/51, 52–54 Peter-Anders-Straße 1–24 (Lage) | High-Deck-Siedlung | 1975–1984 von Rainer Oefelein, Bernhard Freund, Horst Grünberg                                                    |                                                                      |
| 09097893 | Sonnenallee 318–323, 324/334 Fritzi-Massary-Straße 1–21, 23/269 Heinrich-Schlusnus-Straße 1–5, 7–13, 15/23 Joseph-Schmidt-Straße 1, 3–23 Leo-Slezak-Straße 5–28 Michael-Bohnen-Ring 1–29, 31–33, 35/51, 52–54 Peter-Anders-Straße 1–24 (Lage) | High-Deck-Siedlung | Brückenhaus |                                                                      |
| 09090450 | Stuttgarter Straße 44–49 Weserstraße 83–88 (Lage) | Wohnanlage Stuttgarter Straße/Weserstraße | Wohnhöfe Stuttgarter Straße, 1911 von Reinhold Kiehl (Überarbeitung)                                              |                                                                      |
| 09090450 | Stuttgarter Straße 44–49 Weserstraße 83–88 (Lage) | Wohnanlage Stuttgarter Straße/Weserstraße | Wohnzeile Weserstraße                                                                                             |                                                                      |
| 09090451 | Teupitzer Straße 36–37, 39 (Lage) | Obdachlosennachtasyl für Männer | 1927–1931 von Karl Bonatz; Umbau 1951                                                                             |                                                                      |
| 09090451 | Teupitzer Straße 36–37, 39 (Lage) | Obdachlosennachtasyl für Männer | Bungalow |                                                                      |
| 09090452 | Thiemannstraße 1 Weigandufer Werrastraße Weserstraße (Lage) | Auer-Gesellschaft, Fabrikanlage | Fabrikanlage Weigandufer, ab 1913                                                                                 |                                                                      |
| 09090452 | Thiemannstraße 1 Weigandufer Werrastraße Weserstraße (Lage) | Auer-Gesellschaft, Fabrikanlage | Verladegebäude |                                                                      |
| 09090452 | Thiemannstraße 1 Weigandufer Werrastraße Weserstraße (Lage) | Auer-Gesellschaft, Fabrikanlage | Fabrikzeile Werrastraße                                                                                           |                                                                      |
| 09090452 | Thiemannstraße 1 Weigandufer Werrastraße Weserstraße (Lage) | Auer-Gesellschaft, Fabrikanlage | Fabrikzeile Thiemannstraße                                                                                        |                                                                      |
| 09090452 | Thiemannstraße 1 Weigandufer Werrastraße Weserstraße (Lage) | Auer-Gesellschaft, Fabrikanlage | Finanzamt |                                                                      |
| 09090452 | Thiemannstraße 1 Weigandufer Werrastraße Weserstraße (Lage) | Auer-Gesellschaft, Fabrikanlage | Fabrikhalle |                                                                      |
| 09090452 | Thiemannstraße 1 Weigandufer Werrastraße Weserstraße (Lage) | Auer-Gesellschaft, Fabrikanlage | Garagen |                                                                      |
| 09090453 | Weigandufer 12–16 Wildenbruchstraße 76–78 (Lage) | Wohnanlage | 1925–1926 von Bruno Taut; Umbauten 1947, 1952                                                                     |                                                                      |

## Baudenkmale
| Nr.      | Lage                                                                 | Offizielle Bezeichnung                                                                            | Beschreibung                                                                                            | Bild                                               |
| -------- | -------------------------------------------------------------------- | ------------------------------------------------------------------------------------------------- | --- | -------------------------------------------------- |
| 09090457 | Am Oberhafen 5 (Lage)                                                | Verwaltungsgebäude                                                                                | 1914–1915 von Julius Lehr; Umbauten 1923, 1939                                                          |                                                    |
| 09090539 | Am Sudhaus 3 (Lage)                                                  | Sudhaus der Kindl-Brauerei                                                                        | Brauereigebäude, 1926–1930 von Hans Claus, Richard Schepke                                              | Sudhaus der Kindl-Brauerei                         |
| 09090539 | Am Sudhaus 3 (Lage)                                                  | Sudhaus der Kindl-Brauerei                                                                        | Sudhaus                                                                                                 | Sudhaus der Kindl-Brauerei                         |
| 09090458 | Anzengruberstraße 1 Karl-Marx-Straße 97/99 (Lage)                    | Postamt                                                                                           | 1905–1906 von Hermann Struve; Umbauten 1929–1930, 1950–1951, 1979–1982 von Christina Brommert           |                                                    |
| 09090458 | Anzengruberstraße 1 Karl-Marx-Straße 97/99 (Lage)                    | Postamt                                                                                           | Kunstobjekte von Matschinsky-Denninghoff und Susanne Riée                                               |                                                    |
| 09090459 | Boddinstraße 42–43 Mainzer Straße 36 (Lage)                          | Mietshaus                                                                                         | 1906–1907                                                                                               |                                                    |
| 09090543 | Boddinstraße 59 (Lage)                                               | Wohn- und Geschäftshaus                                                                           | 1903–1904 von Paul Siegenthaler                                                                         |                                                    |
| 09085079 | Braunschweiger Straße 18 (Lage)                                      | Kath. St.-Richard-Kirche                                                                          | 1975 von Michael König,                                                                                 |                                                    |
| 09090334 | Bürknerstraße 1 Maybachufer 20–21 (Lage)                             | Mietshaus Bestandteil des Ensembles: Bürknerstraße 1…                                             | 1909–1910 von Reinhold Kiehl                                                                            |                                                    |
| 09090339 | Bürknerstraße 22–23 (Lage)                                           | Mietshaus Bestandteil des Ensembles: Bürknerstraße 6…                                             | 1911–1912 von Hermann Siegenthaler                                                                      |                                                    |
| 09090460 | Dammweg 216 (Lage)                                                   | Schulpavillon                                                                                     | 1928 von Bruno Taut                                                                                     |                                                    |
| 09090461 | Donaustraße 83 (Lage)                                                | Fabrikgebäude                                                                                     | Mietshaus, 1905–1906 von Kurt Berndt                                                                    |                                                    |
| 09090461 | Donaustraße 83 (Lage)                                                | Fabrikgebäude                                                                                     | Fabrik                                                                                                  |                                                    |
| 09090462 | Elbestraße Sonnenallee (Lage)                                        | Toilettenhaus                                                                                     | 1909–1910 von Reinhold Kiehl                                                                            |                                                    |
| 09090190 | Elsenstraße 52 (Lage)                                                | Kistenfabrik Pflugrath                                                                            | Fabrikgebäude, 1905–1906 von Alfred Schrobsdorff                                                        |                                                    |
| 09090190 | Elsenstraße 52 (Lage)                                                | Kistenfabrik Pflugrath                                                                            | Außenaufzug                                                                                             |                                                    |
| 09090190 | Elsenstraße 52 (Lage)                                                | Kistenfabrik Pflugrath                                                                            | Büroanbau                                                                                               |                                                    |
| 09090190 | Elsenstraße 52 (Lage)                                                | Kistenfabrik Pflugrath                                                                            | Maschinenhaus                                                                                           |                                                    |
| 09090190 | Elsenstraße 52 (Lage)                                                | Kistenfabrik Pflugrath                                                                            | Pferdestall                                                                                             |                                                    |
| 09090190 | Elsenstraße 52 (Lage)                                                | Kistenfabrik Pflugrath                                                                            | Einfriedung                                                                                             |                                                    |
| 09090463 | Emser Straße 102 (Lage)                                              | Mietshaus                                                                                         | 1909 |                                                    |
| 09090464 | Erkstraße 1A Karl-Marx-Straße 87 (Lage)                              | Wohn- und Geschäftshaus                                                                           | 1876–1877 von Wilhelm Gäbel, Umbau 1909 vom Städtischen Hochbauamt                                      |                                                    |
| 09090465 | Flughafenstraße 5 (Lage)                                             | Mietshaus mit ehem. Atlas Kino                                                                    | 1954–1955 von Wolfgang Wunsch, Umbau 1969                                                               |                                                    |
| 09090466 | Fuldastraße 14–15 (Lage)                                             | Mietshaus                                                                                         | 1908–1909 von Willy & Paul Kind                                                                         |                                                    |
| 09090467 | Fuldastraße 22–23A (Lage)                                            | Wohnanlage                                                                                        | 1927–1928 von Bruno Taut                                                                                |                                                    |
| 09090468 | Fuldastraße 45–46 Weserstraße 40 (Lage)                              | Mietshaus                                                                                         | 1904–1905 von Gustav Lux                                                                                |                                                    |
| 09090469 | Fuldastraße 50 (Lage)                                                | Martin-Luther-Kirche                                                                              | 1907–1910 von Fritz Gottlob                                                                             |                                                    |
| 09090470 | Ganghoferstraße 1 (Lage)                                             | Mietshaus                                                                                         | 1912–1913 von Arthur Vogdt                                                                              |                                                    |
| 09090471 | Ganghoferstraße 2 (Lage)                                             | ehem. Reichsbankfiliale                                                                           | 1912–1914 von Habicht                                                                                   |                                                    |
| 09090472 | Ganghoferstraße 3/5 (Lage)                                           | Stadtbad Neukölln und Städtische Volksbibliothek                                                  | Stadtbad, 1912–1914 von Heinrich Best und Reinhold Kiehl (siehe auch Gartendenkmal Ganghoferstraße 3/5) |                                                    |
| 09090472 | Ganghoferstraße 3/5 (Lage)                                           | Stadtbad Neukölln und Städtische Volksbibliothek                                                  | Säulenhof und Schwimmbecken                                                                             |                                                    |
| 09090472 | Ganghoferstraße 3/5 (Lage)                                           | Stadtbad Neukölln und Städtische Volksbibliothek                                                  | Erweiterung der Bibliothek, 1935 von Bauverwaltung Neukölln (D)                                         |                                                    |
| 09090473 | Ganghoferstraße 11 Karl-Marx-Straße 107 (Lage)                       | Sparkasse                                                                                         | 1914–1918 von Zollinger                                                                                 |                                                    |
| 09090474 | Harzer Straße 39 (Lage)                                              | Filmkopieranstalt Geyer-Werke AG                                                                  | 1911, 1927–1928 von Otto Rudolf Salvisberg                                                              | Geyer-Werke AG                                     |
| 09090474 | Harzer Straße 39 (Lage)                                              | Filmkopieranstalt Geyer-Werke AG                                                                  | Olympiagebäude, 1936                                                                                    |                                                    |
| 09097455 | Hasenheide (Lage)                                                    | Volkspark, Sitzfigur „Trümmerfrau“                                                                | 1955 von Katharina Szelinski-Singer                                                                     |                                                    |
| 09090475 | Hasenheide 107 (Lage)                                                | Neue Welt                                                                                         | 1902–1903 von Albert Sonnenburg, Umbau 1910 ebenfalls von Sonnenburg                                    |                                                    |
| 09090476 | Hermannstraße (Lage)                                                 | U-Bahnhof Boddinstraße                                                                            | 1927 von Alfred Grenander, Alfred Fehse                                                                 | U-Bahnhof Boddinstraße                             |
| 09090476 | Hermannstraße (Lage)                                                 | U-Bahnhof Boddinstraße                                                                            | Ausgänge                                                                                                |                                                    |
| 09090477 | Hermannstraße (Lage)                                                 | U-Bahnhof Leinestraße                                                                             | 1927–1929 von Alfred Grenander, Alfred Fehse                                                            | U-Bahnhof Leinestraße                              |
| 09090477 | Hermannstraße (Lage)                                                 | U-Bahnhof Leinestraße                                                                             | Ausgänge                                                                                                |                                                    |
| 09090478 | Hermannstraße 5–8 (Lage)                                             | Umspannwerk                                                                                       | 1927–1928 von Alfred Grenander                                                                          |                                                    |
| 09090479 | Hermannstraße 48 (Lage)                                              | Hermannshof                                                                                       | Mietshaus, 1904–1905                                                                                    |                                                    |
| 09090479 | Hermannstraße 48 (Lage)                                              | Hermannshof                                                                                       | Fabrikgebäude                                                                                           |                                                    |
| 09090479 | Hermannstraße 48 (Lage)                                              | Hermannshof                                                                                       | Unterkellerung                                                                                          |                                                    |
| 09090480 | Hermannstraße 101 (Lage)                                             | Leichenhalle                                                                                      | 1878–1879 von C. Dammeier; Umbau 1985                                                                   |                                                    |
| 09090481 | Hermannstraße 180 (Lage)                                             | Friedhofskapelle                                                                                  | um 1870 von Paul Erdmann, Umbau 1965 (siehe auch Gartendenkmal Hermannstraße 180)                       |                                                    |
| 09090482 | Hermannstraße 218 (Lage)                                             | Kindl-Festsäle                                                                                    | 1893–1894 von A. Rohmer; Umbau 1914 von Heinrich Best                                                   |                                                    |
| 09090483 | Hermannstraße 256–258 Karl-Marx-Straße 2 (Lage)                      | Geschäftshaus                                                                                     | 1902 von Arthur Vogdt                                                                                   |                                                    |
| 09090484 | Herrnhuter Weg 16 (Lage)                                             | Mietshaus und Quergebäude (Logenheim)                                                             | Mietshaus von 1899                                                                                      |                                                    |
| 09090484 | Herrnhuter Weg 16 (Lage)                                             | Mietshaus und Quergebäude (Logenheim)                                                             | Quergebäude                                                                                             |                                                    |
| 09090485 | Herrnhuter Weg 17 (Lage)                                             | Mietshaus                                                                                         | 1899–1900                                                                                               |                                                    |
| 09090486 | Hertastraße 11 Kranoldstraße 16–17 (Lage)                            | Philipp-Melanchthon-Kirche und Gemeindehaus                                                       | 1913–1916 von Fritz Gottlob                                                                             |                                                    |
| 09090355 | Hobrechtstraße 84 Karl-Marx-Straße 13 (Lage)                         | Mietshaus Bestandteil des Ensembles: Hobrechtstraße                                               | Mietshaus, 1891–92                                                                                      |                                                    |
| 09090355 | Hobrechtstraße 84 Karl-Marx-Straße 13 (Lage)                         | Mietshaus Bestandteil des Ensembles: Hobrechtstraße                                               | Hinterhofremise                                                                                         |                                                    |
| 09090487 | Isarstraße 2 (Lage)                                                  | Mietshaus                                                                                         | 1898 von Theodor Teichmann                                                                              |                                                    |
| 09090488 | Isarstraße 3 (Lage)                                                  | Mietshaus von Theodor Teichmann                                                                   | 1902–1903                                                                                               |                                                    |
| 09090359 | Jonasstraße 3 (Lage)                                                 | Mietshaus Bestandteil des Ensembles: Jonasstraße                                                  | 1901–1902 von Fritz Siegenthaler                                                                        |                                                    |
| 09095037 | Karl-Marx-Platz 10 (Lage)                                            | Friedhofskapelle des Böhmischen Gottesackers                                                      | 1911 von Reinhold Kiehl (siehe auch Gartendenkmal Böhmischer Gottesacker)                               |                                                    |
| 09095037 | Karl-Marx-Platz 10 (Lage)                                            | Friedhofskapelle des Böhmischen Gottesackers                                                      | Erweiterung 1964–65 von Erich Ruhtz                                                                     |                                                    |
| 09090489 | Karl-Marx-Straße (Lage)                                              | U-Bahnhof Karl-Marx-Straße                                                                        | 1919–1926 von Alfred Grenander                                                                          | U-Bahnhof Karl-Marx-Straße                         |
| 09090489 | Karl-Marx-Straße (Lage)                                              | U-Bahnhof Karl-Marx-Straße                                                                        | Ausgänge                                                                                                |                                                    |
| 09090490 | Karl-Marx-Straße 7 (Lage)                                            | Mietshaus                                                                                         | 1908–1909 von Bernhard Apelt                                                                            |                                                    |
| 09090491 | Karl-Marx-Straße 28 (Lage)                                           | Mietshaus                                                                                         | um 1868                                                                                                 |                                                    |
| 09090492 | Karl-Marx-Straße 41 (Lage)                                           | Mietshaus und Fabrikgebäude                                                                       | 1889–1892 von Carl Mittag                                                                               |                                                    |
| 09090492 | Karl-Marx-Straße 41 (Lage)                                           | Mietshaus und Fabrikgebäude                                                                       | Fabrikgebäude                                                                                           |                                                    |
| 09090493 | Karl-Marx-Straße 77/79 Schönstedtstraße (Lage)                       | Amtsgericht und Gefängnis Neukölln                                                                | 1899–1901 von Conrad Faerber, Bohl; Umbau 1910–1912                                                     |                                                    |
| 09090494 | Karl-Marx-Straße 83 Donaustraße 29 Erkstraße Schönstedtstraße (Lage) | Rathaus Neukölln                                                                                  | 1905–1914 von Reinhold Kiehl; Umbauten 1950, 1956                                                       |                                                    |
| 09090495 | Karl-Marx-Straße 100 Rollbergstraße 1/3 (Lage)                       | Mietshaus                                                                                         | 1904–1905 von Theodor Teichmann                                                                         |                                                    |
| 09090496 | Karl-Marx-Straße 108 Werbellinstraße 1 (Lage)                        | Mietshaus                                                                                         | 1899–1900                                                                                               |                                                    |
| 09090497 | Karl-Marx-Straße 131/133 Richardstraße 12–13 (Lage)                  | Passage (später Neuköllner Oper)                                                                  | Karl-Marx-Straße 131/133, 1909 von Reinhold Kiehl                                                       |                                                    |
| 09090497 | Karl-Marx-Straße 131/133 Richardstraße 12–13 (Lage)                  | Passage (später Neuköllner Oper)                                                                  | Richardstraße 12–13                                                                                     |                                                    |
| 09090498 | Karl-Marx-Straße 132 (Lage)                                          | Mietshaus                                                                                         | 1889 |                                                    |
| 09090499 | Karl-Marx-Straße 135 Richardstraße 14 (Lage)                         | Mietshaus und Gewerbebauten                                                                       | 1889–1897 von O. Pöthke                                                                                 |                                                    |
| 09090499 | Karl-Marx-Straße 135 Richardstraße 14 (Lage)                         | Mietshaus und Gewerbebauten                                                                       | Gewerbebauten, Richardstraße 14                                                                         |                                                    |
| 09090500 | Karl-Marx-Straße 137 (Lage)                                          | Mietshaus und Gewerbebauten                                                                       | 1875 von Bindorff, Seeger                                                                               |                                                    |
| 09090500 | Karl-Marx-Straße 137 (Lage)                                          | Mietshaus und Gewerbebauten                                                                       | Gewerbebauten                                                                                           |                                                    |
| 09090501 | Karl-Marx-Straße 139 (Lage)                                          | Mietshaus und Gewerbebauten                                                                       | 1877, 1883 von Karl König                                                                               |                                                    |
| 09090501 | Karl-Marx-Straße 139 (Lage)                                          | Mietshaus und Gewerbebauten                                                                       | Gewerbebauten                                                                                           |                                                    |
| 09090502 | Karl-Marx-Straße 141 (Lage)                                          | Mietshaus und Saalbau                                                                             | 1875–1876 von F. Teichmann; Umbau 1918, 1987                                                            |                                                    |
| 09090502 | Karl-Marx-Straße 141 (Lage)                                          | Mietshaus und Saalbau                                                                             | Saalbau                                                                                                 |                                                    |
| 09090503 | Karl-Marx-Straße 142-142B (Lage)                                     | Mietshaus                                                                                         | 1928–1934                                                                                               |                                                    |
| 09090369 | Karl-Marx-Straße 178 (Lage)                                          | Mietshaus und Nebengebäude Bestandteil des Ensembles: Karl-Marx-Straße 174/178                    | 1889–1890 von O. Pöthke, C. Siegath                                                                     |                                                    |
| 09090369 | Karl-Marx-Straße 178 (Lage)                                          | Mietshaus und Nebengebäude Bestandteil des Ensembles: Karl-Marx-Straße 174/178                    | Nebengebäude                                                                                            |                                                    |
| 09090504 | Karl-Marx-Straße 197 (Lage)                                          | Gemeindehaus und Kindertagesstätte                                                                | 1957–1958 von Werner Harting                                                                            |                                                    |
| 09090505 | Karl-Marx-Straße 264/266 Glasower Straße 1 (Lage)                    | Wohn- und Geschäftshaus                                                                           | 1900–1901 von Hermann Siegenthaler                                                                      |                                                    |
| 09090506 | Kienitzer Straße 108 Weisestraße 22 (Lage)                           | Mietshaus                                                                                         | 1905–1906 von Willy Kind                                                                                |                                                    |
| 09090371 | Kirchgasse 5 (Lage)                                                  | Schul- und Anstaltshaus Bestandteil des Ensembles: Bömisches Dorf                                 | 1753–1754; Umbauten 1841, 1885                                                                          |                                                    |
| 09090372 | Kirchgasse 6 (Lage)                                                  | Wohnhaus Bestandteil des Ensembles: Bömisches Dorf                                                | 1749; Umbau 1849                                                                                        |                                                    |
| 09090375 | Kirchgasse 11 (Lage)                                                 | Wohnhaus und Nebengebäude Bestandteil des Ensembles: Bömisches Dorf                               | 1780; Umbauten 1812, 1849                                                                               |                                                    |
| 09090507 | Kopfstraße 59 (Lage)                                                 | Mietshaus und Gewerbebauten                                                                       | 1891–1892 von Ferdinand Seemann                                                                         |                                                    |
| 09090509 | Kranoldstraße 22 (Lage)                                              | St.-Eduard-Kirche                                                                                 | 1906–1907 von August Kaufhold                                                                           |                                                    |
| 09090510 | Lenaustraße 1, 3–4 Kottbusser Damm 72 (Lage)                         | Wohnheim des Christlichen Vereins Junger Männer (CVJM)                                            | Haus Lenaustraße 3-4, 1911–1913 von A. Tieffenbach; Umbau 1989                                          |                                                    |
| 09090510 | Lenaustraße 1, 3–4 Kottbusser Damm 72 (Lage)                         | Wohnheim des Christlichen Vereins Junger Männer (CVJM)                                            | Haus Lenaustraße 1 / Kottbuser Damm 72                                                                  |                                                    |
| 09090511 | Leykestraße 13–14 (Lage)                                             | Wasserturm                                                                                        | 1893–1894                                                                                               | Wasserturm Leykestraße 13–14, Berlin               |
| 09090512 | Lilienthalstraße 5 (Lage)                                            | Kath. St.-Johannes-Basilika, Garnisonkirche                                                       | 1893–1897 von August Menken                                                                             |                                                    |
| 09090514 | Mittelbuschweg 8 (Lage)                                              | Desinfektionsanstalt                                                                              | 1913–1915 von Heinrich Best, Reinhold Kiehl                                                             |                                                    |
| 09090515 | Nansenstraße 4–6 (Lage)                                              | Kath. St.-Christophorus-Kirche, Pfarrhaus                                                         | 1929–1932 von Carl Kühn                                                                                 |                                                    |
| 09090516 | Nansenstraße 12–13 (Lage)                                            | Nikodemuskirche                                                                                   | 1912–1913 von Fritz Gottlob; Umbauten 1954–1956, 1988                                                   |                                                    |
| 09090517 | Ossastraße 36–36A (Lage)                                             | Wohnanlage                                                                                        | 1927–1928 von Bruno Taut                                                                                |                                                    |
| 09090399 | Richardplatz (Lage)                                                  | Trinkhalle Bestandteil des Ensembles: Richardplatz                                                | 1910 von Reinhold Kiehl                                                                                 | Trinkhalle                                         |
| 09090401 | Richardplatz 3A–F (Lage)                                             | Gehöft Bestandteil des Ensembles: Richardplatz                                                    | Wohnhaus 3A, um 1885                                                                                    |                                                    |
| 09090401 | Richardplatz 3A–F (Lage)                                             | Gehöft Bestandteil des Ensembles: Richardplatz                                                    | Wohnhaus 3B                                                                                             |                                                    |
| 09090401 | Richardplatz 3A–F (Lage)                                             | Gehöft Bestandteil des Ensembles: Richardplatz                                                    | 2 Ställe                                                                                                |                                                    |
| 09090405 | Richardplatz 6 Richardstraße (Lage)                                  | Villa Rixdorf Bestandteil des Ensembles: Richardplatz                                             | Wohnhaus, Mitte 19. Jh.                                                                                 |                                                    |
| 09090405 | Richardplatz 6 Richardstraße (Lage)                                  | Villa Rixdorf Bestandteil des Ensembles: Richardplatz                                             | Nebengebäude                                                                                            |                                                    |
| 09090406 | Richardplatz 7 (Lage)                                                | Mietshaus Bestandteil des Ensembles: Richardplatz                                                 | 1903 |                                                    |
| 09090409 | Richardplatz 17 Richardstraße 70–72 (Lage)                           | Wohnhaus und Nebengebäude Bestandteil des Ensembles: Richardplatz                                 | 1889 von Ludwig Becker, Umbau 1933                                                                      |                                                    |
| 09090409 | Richardplatz 17 Richardstraße 70–72 (Lage)                           | Wohnhaus und Nebengebäude Bestandteil des Ensembles: Richardplatz                                 | Nebengebäude, Richardplatz 17                                                                           |                                                    |
| 09090409 | Richardplatz 17 Richardstraße 70–72 (Lage)                           | Wohnhaus und Nebengebäude Bestandteil des Ensembles: Richardplatz                                 | Nebengebäude, Richardplatz 17a                                                                          |                                                    |
| 09090413 | Richardplatz 20 (Lage)                                               | Mietshaus                                                                                         | |                                                    |
| 09090415 | Richardplatz 22 Schudomastraße (Lage)                                | Bethlehemskirche Bestandteil des Ensembles: Richardplatz                                          | 15. Jh., Umbauten 1755, 1938–1941                                                                       | Bethlehemskirche                                   |
| 09090416 | Richardplatz 24 Böhmische Straße 40/41 (Lage)                        | Wohnhaus Bestandteil des Ensembles: Richardplatz                                                  | 1874 von Ludwig Becker                                                                                  |                                                    |
| 09090416 | Richardplatz 24 Böhmische Straße 40/41 (Lage)                        | Wohnhaus Bestandteil des Ensembles: Richardplatz                                                  | Stallgebäude                                                                                            |                                                    |
| 09090416 | Richardplatz 24 Böhmische Straße 40/41 (Lage)                        | Wohnhaus Bestandteil des Ensembles: Richardplatz                                                  | Garagen an der Böhmischen Straße                                                                        |                                                    |
| 09090417 | Richardplatz 25 (Lage)                                               | Wohnhaus Bestandteil des Ensembles: Richardplatz                                                  | 1876–1877 von Ludwig Becker mit Stallgebäuden                                                           |                                                    |
| 09090417 | Richardplatz 25 (Lage)                                               | Wohnhaus Bestandteil des Ensembles: Richardplatz                                                  | Stallgebäude                                                                                            |                                                    |
| 09090417 | Richardplatz 25 (Lage)                                               | Wohnhaus Bestandteil des Ensembles: Richardplatz                                                  | Großer Stall                                                                                            |                                                    |
| 09090419 | Richardplatz 28 (Lage)                                               | Alte Dorfschmiede Bestandteil des Ensembles: Richardplatz                                         | Wohnhaus, 1797                                                                                          |                                                    |
| 09090419 | Richardplatz 28 (Lage)                                               | Alte Dorfschmiede Bestandteil des Ensembles: Richardplatz                                         | Kohlenkammer                                                                                            |                                                    |
| 09090419 | Richardplatz 28 (Lage)                                               | Alte Dorfschmiede Bestandteil des Ensembles: Richardplatz                                         | Schmiede                                                                                                |                                                    |
| 09090518 | Richardstraße 22 (Lage)                                              | Mietshaus                                                                                         | Mietshaus, 1893–1894                                                                                    |                                                    |
| 09090518 | Richardstraße 22 (Lage)                                              | Mietshaus                                                                                         | Hinterhaus und 2 Hofgebäude                                                                             |                                                    |
| 09090519 | Richardstraße 31 Uthmannstraße 1 (Lage)                              | Mietshaus                                                                                         | 1910–1911 von O. Krebs                                                                                  |                                                    |
| 09090379 | Richardstraße 36 (Lage)                                              | Wohnhaus und Nebengebäude Bestandteil des Ensembles: Bömisches Dorf                               | um 1690                                                                                                 |                                                    |
| 09090379 | Richardstraße 36 (Lage)                                              | Wohnhaus und Nebengebäude Bestandteil des Ensembles: Bömisches Dorf                               | Nebengebäude, 1830                                                                                      |                                                    |
| 09090380 | Richardstraße 37 (Lage)                                              | Wohnhaus und Gewerbebau Bestandteil des Ensembles: Bömisches Dorf                                 | 1795 |                                                    |
| 09090380 | Richardstraße 37 (Lage)                                              | Wohnhaus und Gewerbebau Bestandteil des Ensembles: Bömisches Dorf                                 | Gewerbebau, 1895                                                                                        |                                                    |
| 09090520 | Richardstraße 63 (Lage)                                              | Mietshaus                                                                                         | 1952–1954 von Ludwig Spreitzer                                                                          |                                                    |
| 09090381 | Richardstraße 79 (Lage)                                              | Gehöft Bestandteil des Ensembles: Bömisches Dorf                                                  | Wohnhaus, 1737; Umbau 1849                                                                              |                                                    |
| 09090381 | Richardstraße 79 (Lage)                                              | Gehöft Bestandteil des Ensembles: Bömisches Dorf                                                  | Ställe                                                                                                  |                                                    |
| 09090382 | Richardstraße 80 (Lage)                                              | Wohnhaus und Nebengebäude Bestandteil des Ensembles: Bömisches Dorf                               | Wohnhaus, 1737; Umbau 1849                                                                              |                                                    |
| 09090382 | Richardstraße 80 (Lage)                                              | Wohnhaus und Nebengebäude Bestandteil des Ensembles: Bömisches Dorf                               | Ställe                                                                                                  |                                                    |
| 09090383 | Richardstraße 81 (Lage)                                              | Wohnhaus und Nebengebäude Bestandteil des Ensembles: Bömisches Dorf                               | Wohnhaus, 1737; Umbau 1849                                                                              |                                                    |
| 09090383 | Richardstraße 81 (Lage)                                              | Wohnhaus und Nebengebäude Bestandteil des Ensembles: Bömisches Dorf                               | Ställe                                                                                                  |                                                    |
| 09090384 | Richardstraße 82 (Lage)                                              | Wohnhaus und Nebengebäude Bestandteil des Ensembles: Bömisches Dorf                               | Wohnhaus, 1737; Umbauten 1740, 1849                                                                     |                                                    |
| 09090384 | Richardstraße 82 (Lage)                                              | Wohnhaus und Nebengebäude Bestandteil des Ensembles: Bömisches Dorf                               | Ställe                                                                                                  |                                                    |
| 09090389 | Richardstraße 88 (Lage)                                              | Wohnhaus Bestandteil des Ensembles: Bömisches Dorf                                                | 1737; Umbau 1849                                                                                        |                                                    |
| 09090394 | Richardstraße 97 (Lage)                                              | Betsaal der Evangelisch-Reformierten Bethlehemsgemeinde Bestandteil des Ensembles: Bömisches Dorf | 1835 |                                                    |
| 09090394 | Richardstraße 97 (Lage)                                              | Betsaal der Evangelisch-Reformierten Bethlehemsgemeinde Bestandteil des Ensembles: Bömisches Dorf | Holz-Glockenturm                                                                                        |                                                    |
| 09090521 | Saalestraße (Lage)                                                   | S-Bahnhof Sonnenallee                                                                             | Eingangsgebäude, 1911–1913 von Reinhold Kiehl                                                           | Bahnhof Berlin Sonnenallee                         |
| 09090521 | Saalestraße (Lage)                                                   | S-Bahnhof Sonnenallee                                                                             | Bahnsteig                                                                                               |                                                    |
| 09090522 | Saalestraße 50 (Lage)                                                | Gleichrichter                                                                                     | 1927–1930 von Richard Brademann                                                                         |                                                    |
| 09090524 | Schandauer Straße 14 Wildenbruchstraße 79–80 (Lage)                  | Abwasserpumpwerk Neukölln und Beamtenwohnhaus                                                     | Pumpwerk, 1893–1894 von Hermann Weigand; Umbau 1926 von Knothe                                          |                                                    |
| 09090524 | Schandauer Straße 14 Wildenbruchstraße 79–80 (Lage)                  | Abwasserpumpwerk Neukölln und Beamtenwohnhaus                                                     | Wohnhaus und Verwaltungsgebäude, 1912 von Hermann Weigand; Umbau 1926 von Knothe                        |                                                    |
| 09090525 | Schillerpromenade 16 (Lage)                                          | Gemeindehaus                                                                                      | 1929–1930 von Hans Jessen                                                                               |                                                    |
| 09090526 | Schinkestraße 20 (Lage)                                              | Gummiwarenfabrik                                                                                  | 1896–1897 von A. Winckler, Umbau 1905                                                                   |                                                    |
| 09090526 | Schinkestraße 20 (Lage)                                              | Gummiwarenfabrik                                                                                  | Seitenflügel, 1906 von H. Draeger                                                                       |                                                    |
| 09090527 | Schönstedtstraße 7 (Lage)                                            | ehem. Hauptzollamt                                                                                | 1913–1915 von Kern                                                                                      |                                                    |
| 09090528 | Schudomastraße 51 (Lage)                                             | Mietshaus                                                                                         | 1905–1906 von Willy Kind                                                                                |                                                    |
| 09090529 | Sonnenallee 21/23 Friedelstraße 2 Reuterstraße 64 (Lage)             | Mietshaus                                                                                         | 1953–1955 von Helmut Ollk                                                                               |                                                    |
| 09090530 | Sonnenallee 70 (Lage)                                                | Mietshaus                                                                                         | 1903–05 von Hermann Serno                                                                               |                                                    |
| 09090531 | Sonnenallee 79 (Lage)                                                | Ernst-Abbe-Oberschule                                                                             | Schule, 1901–02 von Hermann Weigand                                                                     |                                                    |
| 09090531 | Sonnenallee 79 (Lage)                                                | Ernst-Abbe-Oberschule                                                                             | Turnhalle, 1901–02 von Hermann Weigand                                                                  |                                                    |
| 09090531 | Sonnenallee 79 (Lage)                                                | Ernst-Abbe-Oberschule                                                                             | Vorschule, 1906–07 von Reinhold Kiehl                                                                   |                                                    |
| 09090532 | Sonnenallee 107 Wildenbruchstraße 1 (Lage)                           | Polizeidienstgebäude                                                                              | 1901–1902 von Paul Kieschke und Oskar Launer                                                            |                                                    |
| 09090533 | Sonnenallee 130/132 Geygerstraße (Lage)                              | Mietshaus                                                                                         | 1914–1918 von Fritz Wandray                                                                             |                                                    |
| 09090534 | Sonnenallee 223 (Lage)                                               | Fabrikgebäude                                                                                     | 1916 von Otto Rehnig                                                                                    |                                                    |
| 09010008 | Sonnenallee 260/262 (Lage)                                           | Arbeitsamt II                                                                                     | 1931–1932 von Leo Lottermoser                                                                           |                                                    |
| 09090535 | Stuttgarter Straße 35 (Lage)                                         | Gustav-Schwab- und Eduard-Mörike-Schule                                                           | 1903–1904 von Weigand                                                                                   |                                                    |
| 09090536 | Tellstraße 2 (Lage)                                                  | Mietshaus                                                                                         | 1908–1909                                                                                               |                                                    |
| 09090537 | Uthmannstraße 5 (Lage)                                               | Mietshaus                                                                                         | 1902 von Hermann Serno                                                                                  |                                                    |
| 09090538 | Weichselstraße 49 (Lage)                                             | Mietshaus                                                                                         | 1906–1907 von Hermann Siegenthaler                                                                      |                                                    |
| 09090540 | Weserstraße 58 Wildenbruchstraße 87 (Lage)                           | Mietshaus                                                                                         | 1903–1904 von Willy Kind                                                                                | Mietshaus Weserstraße 58 Ecke Wildenbruchstraße 87 |

## Gartendenkmale
| Nr.      | Lage                                                          | Offizielle Bezeichnung               | Beschreibung | Bild |
| -------- | ------------------------------------------------------------- | ------------------------------------ | --- | ---- |
| 09046175 | Boddinstraße 21 (Lage)                                        | Innenhof                             | 1906–1907 von Georg Behnke |      |
| 09097820 | Columbiadamm 128 (Lage)                                       | Türkischer Friedhof                  | Zentrales Grabmonument 1866–1867 von Gustav Voigtel, erweitert 1912, 1921 und 1938 |      |
| 09097820 | Columbiadamm 128 (Lage)                                       | Türkischer Friedhof                  | Grabfelder mit Grabmalen |      |
| 09046176 | Columbiadamm 122 (Lage)                                       | Garnisonfriedhof                     | 1813, 1861 |      |
| 09046176 | Columbiadamm 122 (Lage)                                       | Garnisonfriedhof                     | ehem. Innentor, um 1865 |      |
| 09046177 | Ganghoferstraße 3/5 (Lage)                                    | Innenhof des Stadtbades Neukölln     | vor 1914 (siehe auch Baudenkmal Stadtbad Neukölln) |      |
| 09046179 | Hermannstraße 80 (Lage)                                       | St.-Thomas-Kirchhof                  | Kirchhof, 1872 |      |
| 09046179 | Hermannstraße 80 (Lage)                                       | St.-Thomas-Kirchhof                  | Einfriedung |      |
| 09046179 | Hermannstraße 80 (Lage)                                       | St.-Thomas-Kirchhof                  | Platanenallee und Platanenaltbaumbestand |      |
| 09046180 | Hermannstraße 133 Mariendorfer Weg 39–40 (Lage)               | Emmauskirchhof                       | Kirchhof, 1888, Grabfeldstruktur, Baumalleen |      |
| 09046180 | Hermannstraße 133 Mariendorfer Weg 39–40 (Lage)               | Emmauskirchhof                       | Inspektorenwohnhaus |      |
| 09046180 | Hermannstraße 133 Mariendorfer Weg 39–40 (Lage)               | Emmauskirchhof                       | Kapelle 1893–1895, um 1954 |      |
| 09046180 | Hermannstraße 133 Mariendorfer Weg 39–40 (Lage)               | Emmauskirchhof                       | Friedhofsmauer |      |
| 09046180 | Hermannstraße 133 Mariendorfer Weg 39–40 (Lage)               | Emmauskirchhof                       | Grabkapellen und Wandgräber der Nordwand |      |
| 09046180 | Hermannstraße 133 Mariendorfer Weg 39–40 (Lage)               | Emmauskirchhof                       | Ehrenhain für die Opfer des Zweiten Weltkrieges |      |
| 09046180 | Hermannstraße 133 Mariendorfer Weg 39–40 (Lage)               | Emmauskirchhof                       | Grabstätte Grauenhorst |      |
| 09046181 | Hermannstraße 180 (Lage)                                      | St.-Thomas-Kirchhof                  | 1865, Hauptwegenetz mit Alleen (siehe auch Baudenkmal Hermannstraße 180) |      |
| 09046181 | Hermannstraße 180 (Lage)                                      | St.-Thomas-Kirchhof                  | Eingangstor |      |
| 09046182 | Jonasstraße 58 Schierker Straße Wittmannsdorfer Straße (Lage) | Körnerpark                           | 1912–1916 von Hans-Richard Küllenberg (?) |      |
| 09046182 | Jonasstraße 58 Schierker Straße Wittmannsdorfer Straße (Lage) | Körnerpark                           | Treppenanlage und Saal |      |
| 09046182 | Jonasstraße 58 Schierker Straße Wittmannsdorfer Straße (Lage) | Körnerpark                           | Kaskade |      |
| 09046183 | Juliusstraße 38 (Lage)                                        | Innenhof mit Brunnen und Gartenlaube | um 1910 |      |
| 09095036 | Karl-Marx-Platz 10 Kirchhofstraße (Lage)                      | Böhmischer Gottesacker               | 1751, 1828, 1903 (siehe auch Baudenkmal Friedhofskapelle) |      |
| 09095036 | Karl-Marx-Platz 10 Kirchhofstraße (Lage)                      | Böhmischer Gottesacker               | Eingangstor an der Kirchhofstraße |      |
| 09095036 | Karl-Marx-Platz 10 Kirchhofstraße (Lage)                      | Böhmischer Gottesacker               | Eingangstor am Karl-Marx-Platz |      |
| 09046184 | Karl-Marx-Straße 4 Hermannstraße (Lage)                       | St.-Jacobi-Kirchhof I                | angelegt 1852 |      |
| 09046184 | Karl-Marx-Straße 4 Hermannstraße (Lage)                       | St.-Jacobi-Kirchhof I                | Verwaltungsgebäude, 1910–1913 von Reinhold Kiehl |      |
| 09046184 | Karl-Marx-Straße 4 Hermannstraße (Lage)                       | St.-Jacobi-Kirchhof I                | Kapelle |      |
| 09046184 | Karl-Marx-Straße 4 Hermannstraße (Lage)                       | St.-Jacobi-Kirchhof I                | Kolonnadengang mit Nebengebäuden |      |
| 09046184 | Karl-Marx-Straße 4 Hermannstraße (Lage)                       | St.-Jacobi-Kirchhof I                | Einfriedung |      |
| 09046185 | Karl-Marx-Straße 65/67 (Lage)                                 | Innenhof                             | 1907 von Emil Müller (?) |      |
| 09046186 | Reuterplatz (Lage)                                            | Stadtplatz                           | ab 1910, 1936 von Kurt Pöthig, 1991 wiederhergestellt |      |
| 09046186 | Reuterplatz (Lage)                                            | Stadtplatz                           | Toiletten- und Kioskgebäude |      |
| 09046186 | Reuterplatz (Lage)                                            | Stadtplatz                           | Fritz-Reuter-Brunnen, 1914 von Karl Wenke, Restauration 1949 & 1957 |      |
| 09046188 | Sonnenallee Drosselbartstraße 30 Hänselstraße (Lage)          | Von-der-Schulenburg-Park             | 1919, 1923–1924 von Ottokar Wagler; 1927 erweitert; Umgestaltungen 1934–1935 von Kurt Pöthig; 1950–1951 von Anton Lohrer                                                               |      |
| 09046188 | Sonnenallee Drosselbartstraße 30 Hänselstraße (Lage)          | Von-der-Schulenburg-Park             | Brunnen „Deutscher Wald“ von Ernst Moritz Geyger seit 1935; 1970 Wiederherstellung mit Kalksteinplastiken durch Katharina Szelinsky-Singer; 2001 Ergänzungen durch Anna Bogouchevskaia |      |

## Bodendenkmale
| Nr.                | Lage                    | Offizielle Bezeichnung                           | Beschreibung                                   | Bild |
| ------------------ | ----------------------- | ------------------------------------------------ | ---------------------------------------------- | ---- |
| 09040078 (11/2024) | Netzestraße 1/15 (Lage) | Zwangsarbeitslager der Berliner Kirchengemeinden | Gelände des ehem. Zwangsarbeitslagers, 1942–45 |      |

## Ehemalige Denkmale
| Nr.       | Lage        | Offizielle Bezeichnung       | Beschreibung            | Bild |
| --------- | ----------- | ---------------------------- | ----------------------- | ---- |
| unbekannt | Maybachufer | Öffentliche Bedürfnisanstalt | 1909 von Reinhold Kiehl |      |